# Dîme
Pour les articles ayant des titres homophones, voir Dime et Dim.
Ne doit pas être confondu avec Décime (taxe).

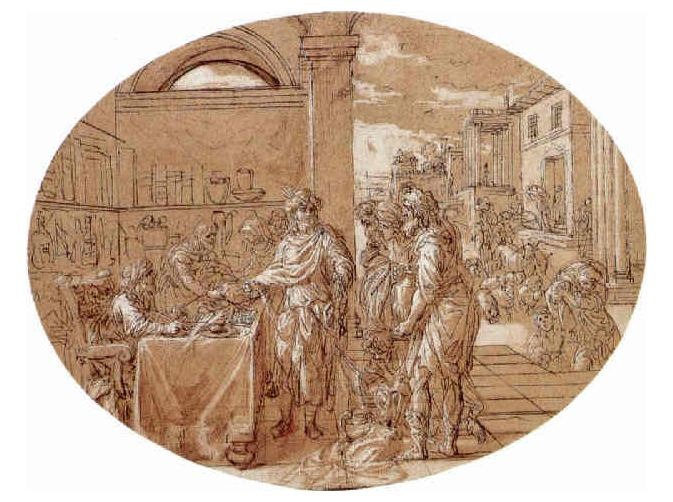
La Dîme au Temple, par Pierre Mosnier.

La dîme, ou dime, ou encore décime (du latin : decima, « dixième »), est une contribution variable, étymologiquement de 10 %, versée en nature ou en espèces, à une institution civile ou religieuse. Cette taxe, connue depuis la Rome antique et mentionnée dans la Bible, est en usage dans le judaïsme et le christianisme. Elle joue un rôle structurant dans la société féodale occidentale à partir du Haut Moyen Âge.

## Origines antiques

### Bible hébraïque

La dîme: l'offrande de Caïn et Abel, abside de Saint-Martin, Lignières-de-Touraine.
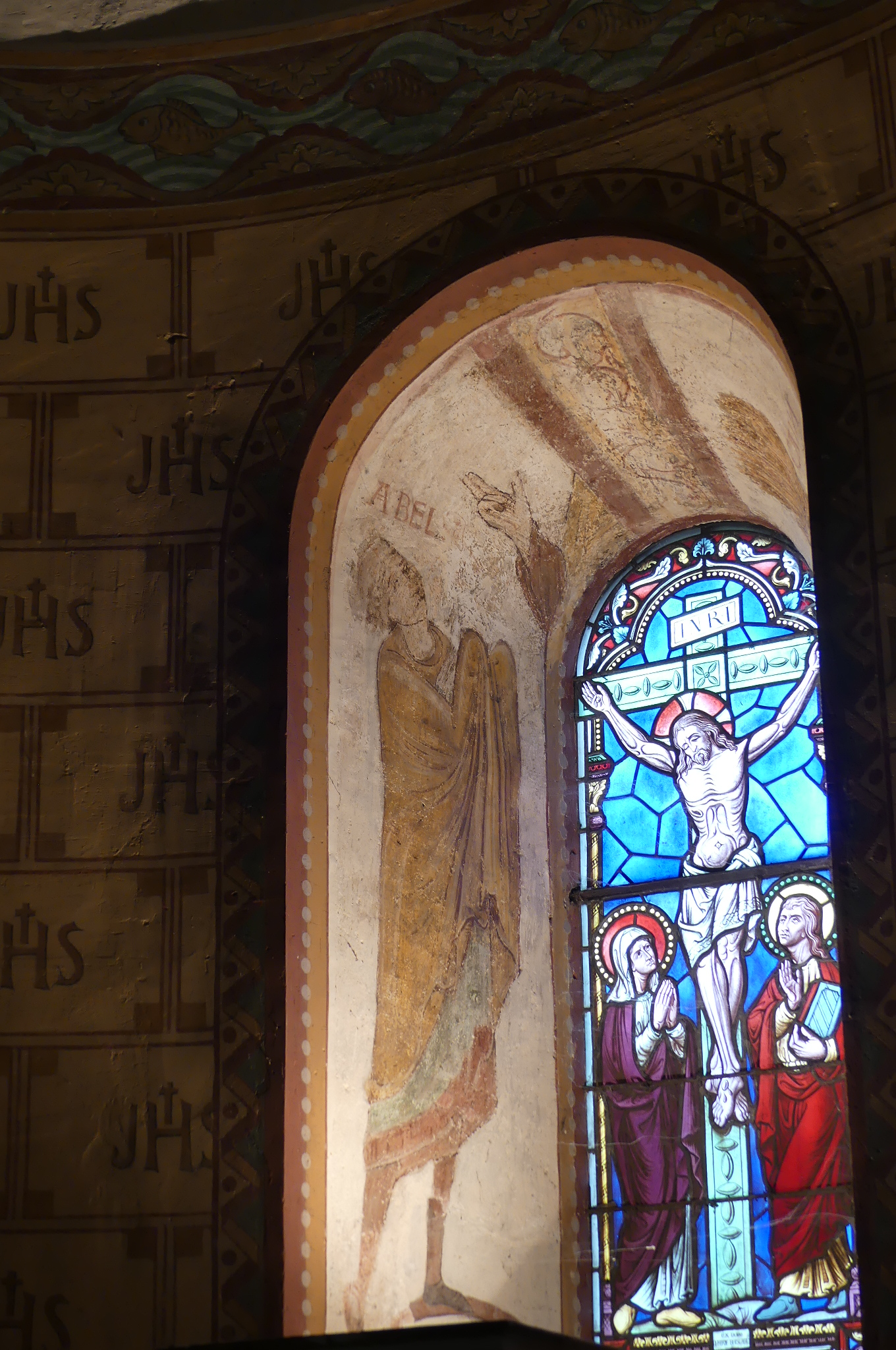
Abel, ébrasement de la fenêtre centrale.
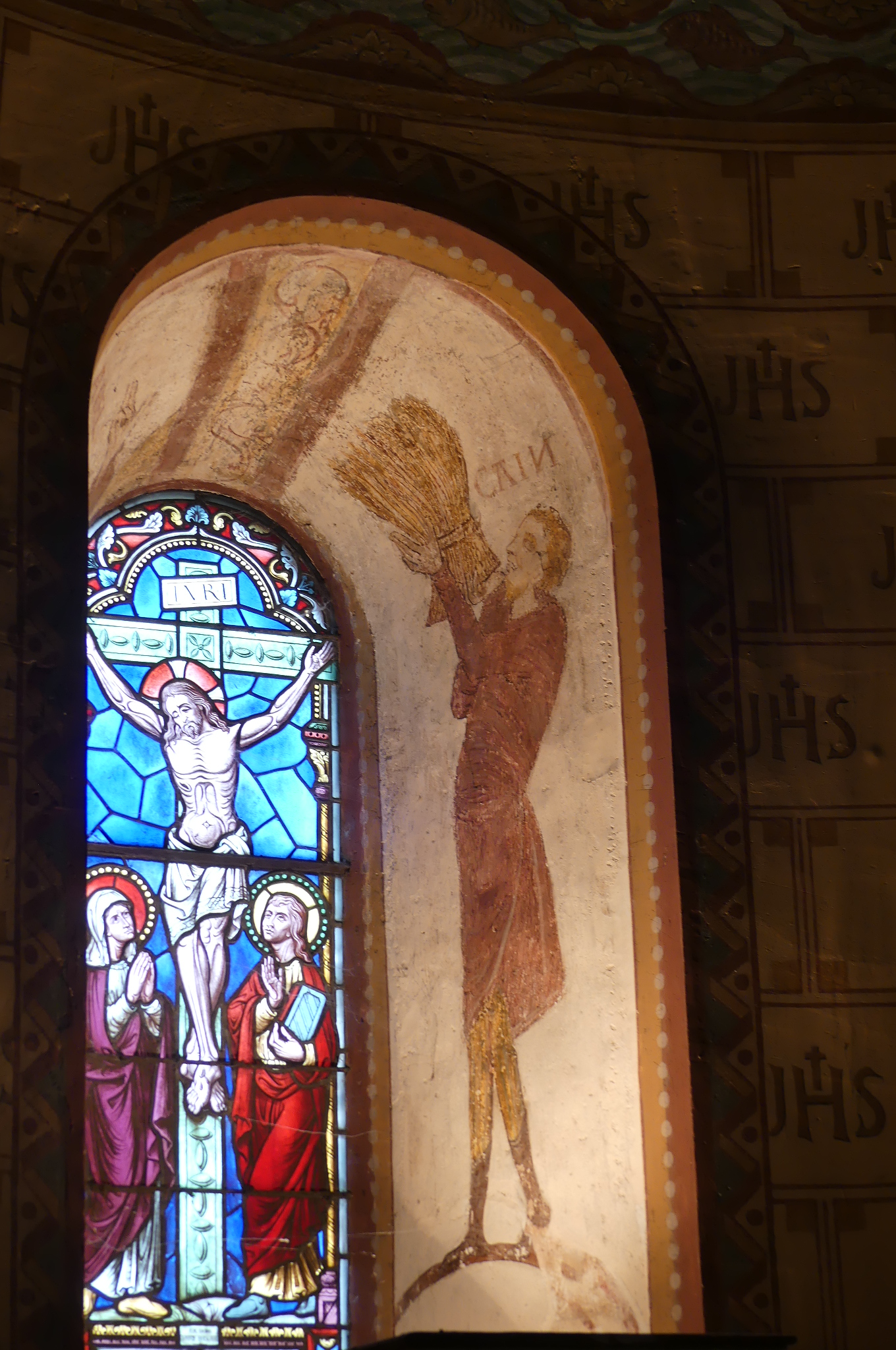
Caïn, ébrasement de la fenêtre centrale.

Dans la Genèse (Gn 4,3-4) le récit des sacrifices de Caïn et d'Abel évoque l'offrande d'une part de la récolte, l'iconographie de ce thème dans les églises dès le XIe siècle rappelle l'obligation et la signification sacrée des dimes dans l'Occident médiéval et moderne. La première évocation de la dîme en tant que telle dans la Bible est celle que propose Abram au grand prêtre Melchisédech dans le Livre de la Genèse (Gn 14,18-20). Plus tard (Gn 28,20-22), après le songe de l'échelle, Jacob fait le vœu de donner à Dieu le dixième de ce que Dieu lui donnera.
Plusieurs sortes de dîmes sont décrites dans le Deutéronome (Dt 14,22-29) ,. La Teroumat hamaasser est prélevée sur les produits de la récolte en Terre d'Israël, c'est-à-dire la dîme de la dîme (un pour cent), elle est destinée aux cohanim. Le Maasser rishon, prélèvement d'un dixième du revenu et du produit de chaque année, est remis aux lévites. Le Ma'asser Sheni (hébreu מעשר שני, seconde dîme) consiste à prélever un dixième de la production agricole des première, deuxième, quatrième et cinquième années du cycle septennal de la terre pour l'apporter au Temple et le consommer sur place. Une autre dîme, le Ma'asser 'Ani, est prélevée les troisième et sixième années du cycle septennal. Aucune dîme n'est versée lors de la septième année, la Shmita, car la terre doit être laissée au repos.
Dans le Livre de Malachie (Ma 3,8-12), la non-observance des dîmes est considérée comme un vol à l'encontre de Dieu, tandis que la fidélité aux dîmes favorise les bénédictions.

### Nouveau Testament
La dîme est une règle religieuse bien en place à l’époque de Jésus de Nazareth, il n'existe pas de commandement sur ce sujet dans le Nouveau Testament. Plusieurs références à la dîme se trouvent dans l'Évangile selon Matthieu, Mt 22,23, l'Évangile de Luc, Lc 11,42 et Lc 18,12 et l'Épître aux Hébreux, He 7,1-12. Ce dernier passage renvoie à la dîme d’Abraham versée à Melchisédech.

### Rome antique
Dans les provinces romaines, un impôt foncier destiné à Rome est prélevé sur les produits du sol : céréales et production fruitière, vin et huile. Le but est de profiter de la conquête et d'entretenir les troupes et les fonctionnaires de l'empire. La justification est de faire profiter ces territoires de la Pax Romana. Le mode de perception varie selon les provinces : les denrées sont acheminées vers Rome pour les provinces proches, et, dans les provinces plus éloignées, transformées en monnaies versées au trésor par les publicains,.

### Prétexte
Les références de la Bible et de l'histoire antique sont utilisées à l'époque moderne, avant la Révolution française, pour justifier le maintien de la dîme malgré son détournement. Michel Lawers souligne la solution de continuité entre la dîme antique ou vétérotestamentaire et celle rétablie à l'époque carolingienne.

## Pratique religieuse

### Judaïsme
Les juifs orthodoxes continuent de pratiquer les lois des dîmes, telles Terumah et Maasser rishon ,.

### Catholicisme
La dîme est définie comme une imposition sur la production du sol et des artisans destinée à l'Église avec trois parts : une pour la paroisse, une deuxième pour les pauvres et la troisième pour les clercs qui la desservent. En Europe occidentale, le concile de Tours en 567 promulgue un décret pour la perception de la dîme. En 585, le second concile de Mâcon menace d'excommunication ceux qui ne paient pas la dîme. Jusqu'alors préconisée et spontanée, elle est rendue obligatoire par le droit public dans l'empire carolingien à partir de la fin du VIIIe siècle. Abolie en France par la Révolution en plusieurs étapes entre 1789 et 1793, elle cesse d'être imposée dans le droit canonique.

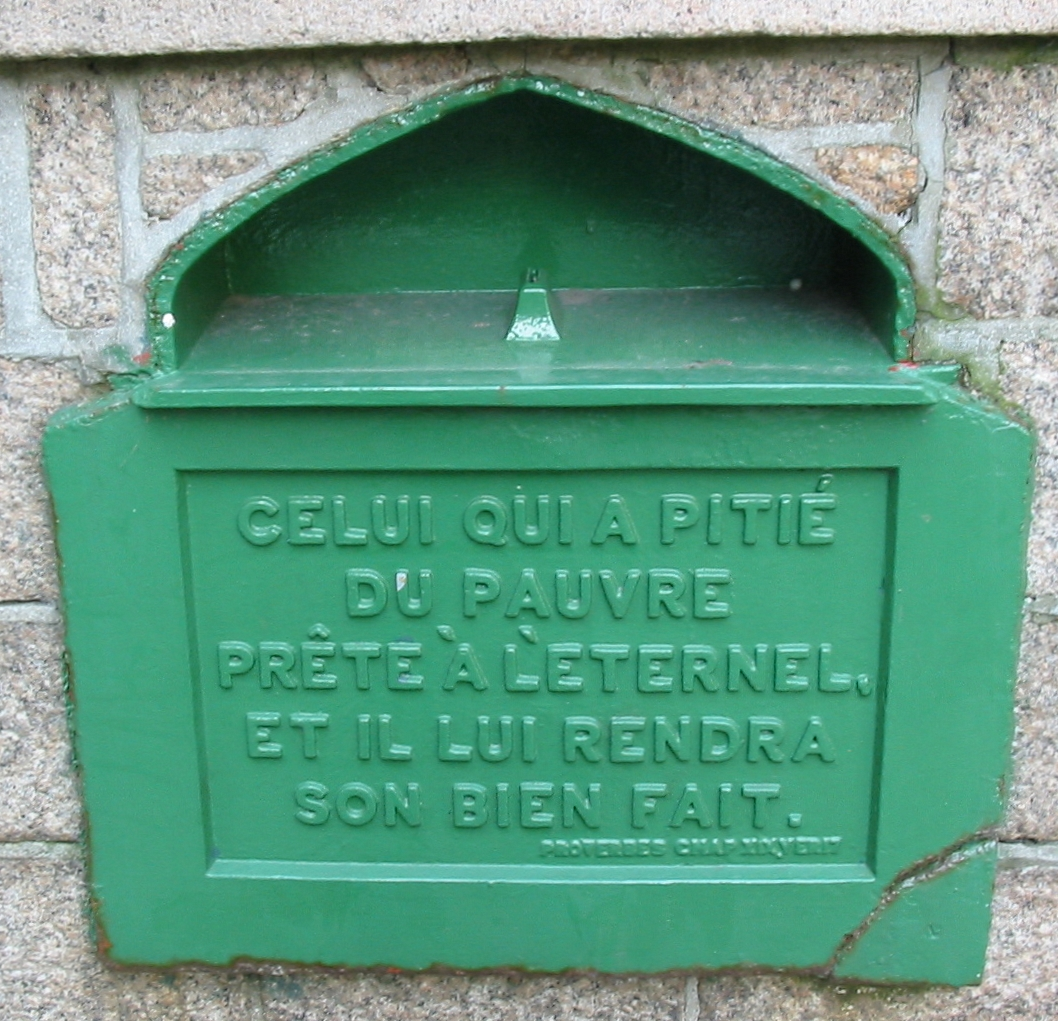
Tronc de l'église paroissiale de Saint-Hélier à Saint-Hélier (Jersey).

### Églises issues de la réforme
Dans le protestantisme, Martin Luther considère que la loi de la grâce exclut la loi de l'obligation de la dîme. Dans un sermon du 27 août 1525, il mentionne le passage de Paul dans l'Épître aux Galates 5:3 où il est dit que « si j'accepte de vivre selon la Loi de Moïse, je suis contraint de pratiquer la Loi tout entière » (Dt 28:58). Plusieurs dénominations protestantes voient la dîme comme un acte de générosité non obligatoire. La Réforme de Luther se constitue au moment de la guerre des paysans allemands, et le deuxième des douze articles de leur manifeste dénonce le détournement de la dîme sans pour autant contester son existence.

#### Christianisme évangélique
Dans le christianisme évangélique, les positions sur la dîme varient selon les confessions. Parfois, elle est obligatoire et occupe une grande partie de chaque culte, ,. Des promesses de guérison divine et de  prospérité sont garanties en échange de certains montants de dons  ,, . Des pasteurs fondamentalistes menacent de malédictions de l’Ancien Testament, d’attaques du diable et de pauvreté ceux qui ne donnent pas la dîme  ,,,,, ,. Pour d'autres églises évangéliques, la dîme n’est pas une obligation, mais une invitation,,,.

## Dîme impôt religieux et impôt d'État en Europe occidentale
Dans l'Église occidentale romaine, la dîme ou plutôt les dîmes, impôt ecclésial dont personne n'est exempté, du moins au départ, deviennent définitivement obligatoires, régies par le droit public et relevant des tribunaux de l'État en 779 par un décret de Charlemagne, roi des Francs et empereur à la suite de l'assemblée d'Herstal, confirmé en 794 après le synode de Francfort. Ce prélèvement sur la production du sol va durer mille ans et prendra fin pour la France à la Révolution,.

### Nature de la dîme
Cette imposition en nature, quérable, est initialement dans sa nature, son fonctionnement et sa justification , ecclésiale.
Elle est également foncière, liée à la terre et à sa production. Elle se vend, se concède, se restitue avec ou sans la terre à laquelle elle est liée ; les dîmes dès le XIIe siècle ne sont pas reliées systématiquement à un lieu de culte.
Elle est fiscale et, malgré sa justification canonique, elle relève dès le début de la juridiction civile. Cette fiscalité qui dure mille ans mobilise des décisions de parlements de province ou du roi. Necker, à la fin du XVIIIe siècle, révèle le montant exorbitant de la dîme : cent vingt millions de livres, plus que la taille et la capitation réunies, première ressource fiscale, elle attire bien des convoitises dans la France alors en grand déficit.
Prélevée au bénéfice du décimateur, le desservant ou curé de la paroisse au début, elle est divisée en trois parts : la rémunération du ou des clercs de la paroisse, l'entretien et le fonctionnement du lieu de culte, et le secours aux pauvres, indigents et voyageurs. Certains ajoutent une quatrième part, celle de l'évêque. Cette dernière, dont l'importance ira croissant aux dépens des trois autres parts, explique sa captation par les couvents, les seigneurs ecclésiastiques et les seigneurs laïques.
Les dîmes portent sur les productions du sol et la production des artisans, elles concernent tous les propriétaires quel que soit leur rang et ceux qui travaillent le sol quel que soit leur statut. Sont distinguées les grosses dîmes, portant sur les céréales et le vin et les menues dîmes appelées également vertes sur les fruits et légumes. La dîme de charnage porte sur le croît du bétail. Les bois, les prés et les étangs sont en général exemptés. Elle est dite solite du moyen français « usuel » pour les produits habituellement taxés, insolites si le décimateur la réclame sur un nouveau fruit ou une nouvelle production, on parle alors de dîme novale qui devient d'usage après quarante ans de perception. La majorité de la dîme est dite prédiale, prélèvement sur la production du sol que le décimateur ou son fermier viennent chercher, l'autre est personnelle quand elle porte sur le travail de l'artisan ou sur d'autres bénéfices,.

### Répartition de la dîme
La rémunération du clergé local et sa reconnaissance comme décimateur fidélise son recrutement et en fait le premier échelon encadrant les populations rurales. Quand les autres parts deviennent excessives il peut réclamer de sa hiérarchie le maintien d'un minimum, sa portion congrue. Après la suppression de la dîme en France en 1789 et 1793 le clergé devient salarié à la condition de faire partie des jureurs. Cette exigence prend fin avec le concordat de 1801. Ce salariat prend fin en 1905 avec les Lois de séparation des Églises et de l'État. Du fait de cette évolution le prélèvement d'une dîme devient depuis le XIXe une expression sous-entendant un prélèvement indu.
La part due à l'édifice et à son entretien contribue à l'essor considérable des constructions d'églises au XIe siècle et des cathédrales du XIIe. Les seigneurs, pour capter la dîme, transforment ou construisent leur propre chapelle, ils acquièrent également des dîmes et des lieux de culte. Ils se voient rappeler dans le mouvement de la réforme grégorienne leur obligation d'en réserver une part pour le desservant et l'entretien du lieu de culte. Cette réforme conduit à des restitutions par les laïcs dès le XIIe siècle. Elles bénéficient plus aux ordres monastiques qu'aux paroisses.
Les deux assemblées carolingiennes établissant l'obligation de la dîme sont précédées des épisodes de grandes faims de 779 et de 792-793 et la destination d'une part du bénéfice de la dîme aux pauvres est précisée dans le premier capitulaire d'Herstal. Elle sert également à l'accueil et à l'hospitalité des voyageurs et des pauvres autour des établissements religieux. Quand le parlement de Grenoble en 1564 impose le clergé du Dauphiné de la vingt-quatrième des pauvres pourtant loin de l'injonction canonique du quart de la dîme, il réinstitue une contribution qui fonctionnera jusqu'à la Révolution française en faveur des pauvres: aumônes, maladreries et hôpitaux ruraux,.
L'évêque a autorité depuis le départ sur l'administration de la dîme. Son autorité est renforcée par la réforme grégorienne qui rend le clergé indépendant du pouvoir féodal interdisant aux seigneurs de capter désormais la dîme des églises de leur domaine dont ils se disent patrons. La part croissante de la dîme revenant à l'évêque ou à la hiérarchie ecclésiastique entre l'évêque et le desservant réduit souvent celui-ci à sa portion congrue. Les recommandations de Louis XIV au XVIIe visent à préserver la portion congrue des desservants mais surtout des intermédiaires ecclésiastiques de la rapacité des évêques et gros décimateurs, aristocrates religieux et laïcs.
La dîme est détournée de ses objectifs initiaux. Le clergé local a du mal à obtenir sa portion congrue, il est invité à abandonner la dîme aux gros décimateurs. Des ordres monastiques se libèrent de l'obligation de cette redevance et concentrent en tant que seigneurs ecclésiastiques de nombreuses dîmes paroissiales dans de grandes granges dîmières. Des évêques vendent les dîmes aux seigneurs laïcs comme un fief, la dîme devenant inféodée. La pratique de cette simonie par les évêques, dont la conséquence est la laïcisation de la dîme et la captation de ses bénéfices, est une source des critiques des réformés. Outre la question de la portion congrue, la part pour l'entretien du lieu de culte ou destinée aux pauvres s'amenuise.

### Perception de la dîme

#### La quotité
La dîme correspond à une certaine part de la récolte (la part variant d'un évêché à l'autre et même d'une paroisse à l'autre, voire parfois à l'intérieur d'une même paroisse). Le taux était élevé dans le sud-ouest de la France (jusqu'au huitième), et en Lorraine (jusqu'au septième). Il était du onzième en Normandie, du treizième dans le Berry, du seizième en Nivernais, du cinquantième en Flandre maritime, presque aussi faible en Dauphiné et en Provence.
La part prélevée dépend également de la nature de la dime, selon qu'il s'agit d'une grosse dîme dont le taux est plus stable ou d'une dîme novale, insolite ou verte. L'importance du prélèvement peut être négocié quand le décimateur est proche du décimable ou faire l'objet d'un recours juridique,.

#### Collecte et décimateurs
À l'origine, le décimateur est le desservant de la paroisse. Outre sa fonction sacerdotale, ce revenu et sa collecte changent son statut dans le village : il devient un des mediocres, au-dessus des liberi et minores, mais inférieur aux maiores ; parmi ces mediocres on trouve aussi certains laïcs, les boni homines, qui participent à la collecte de la dîme mais aussi à sa redistribution. Ils constituent ceux qui sont surnommés « coq de villages ». En Toscane, ces élites rurales deviennent les grandes familles nobles du XIIe siècle et les évêques de Lombardie rétribuent avec la perception de la dîme les seigneurs de leur cavalerie, les capitanei qui deviennent décimateurs, eux-mêmes rémunérant leur vavassores par des parts de dîme,.
Les gros décimateurs sont soit des monastères, soit des seigneurs laïcs qui concentrent de nombreuses dîmes en nature ou en monnaie. Pour leurs collectes, l'affermage des dîmes devient courant : le fermier verse au décimateur un revenu régulier en nature ou en monnaie et prend à sa charge la collecte et ses aléas saisonniers sur laquelle il prend sa part ; certains monastères confient ce fermage au desservant de la paroisse bénéficiaire d'une part de cette dîme et proche du décimable. Un autre procédé est également mis en œuvre quand les villages sont trop éloignés du point de collecte, la dîme est perçue par des villages plus proches avant d'être transmise, monétisée ou non, au gros décimateur.
Le contenu entreposé dans les granges dîmières ou granges aux dîmes est parfois considéré par les paysans comme leur appartenant en cas de famine ou de catastrophe au titre du caractère redistributif de la dîme et de sa part liée à l'aumône et aux secours. Cet aspect explique la revendication de certains villages à reprendre le contrôle de la gestion de ce prélèvement. Ces granges sont souvent le plus grand bâtiment du village après l'église, les plus grandes dépendent des monastères, gros décimateurs.

Granges dîmières.
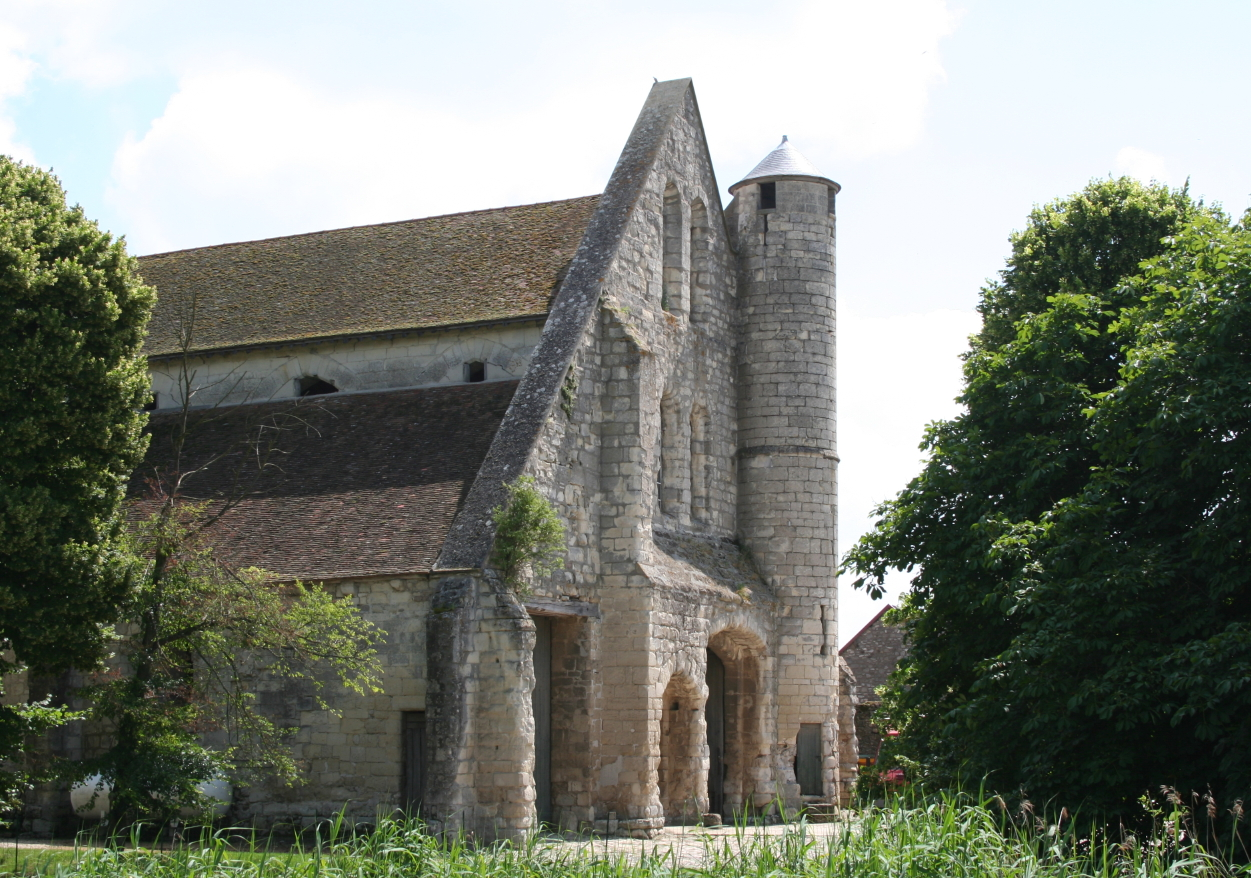
De Vaulerent dépendant de l'Abbaye de Chaalis.
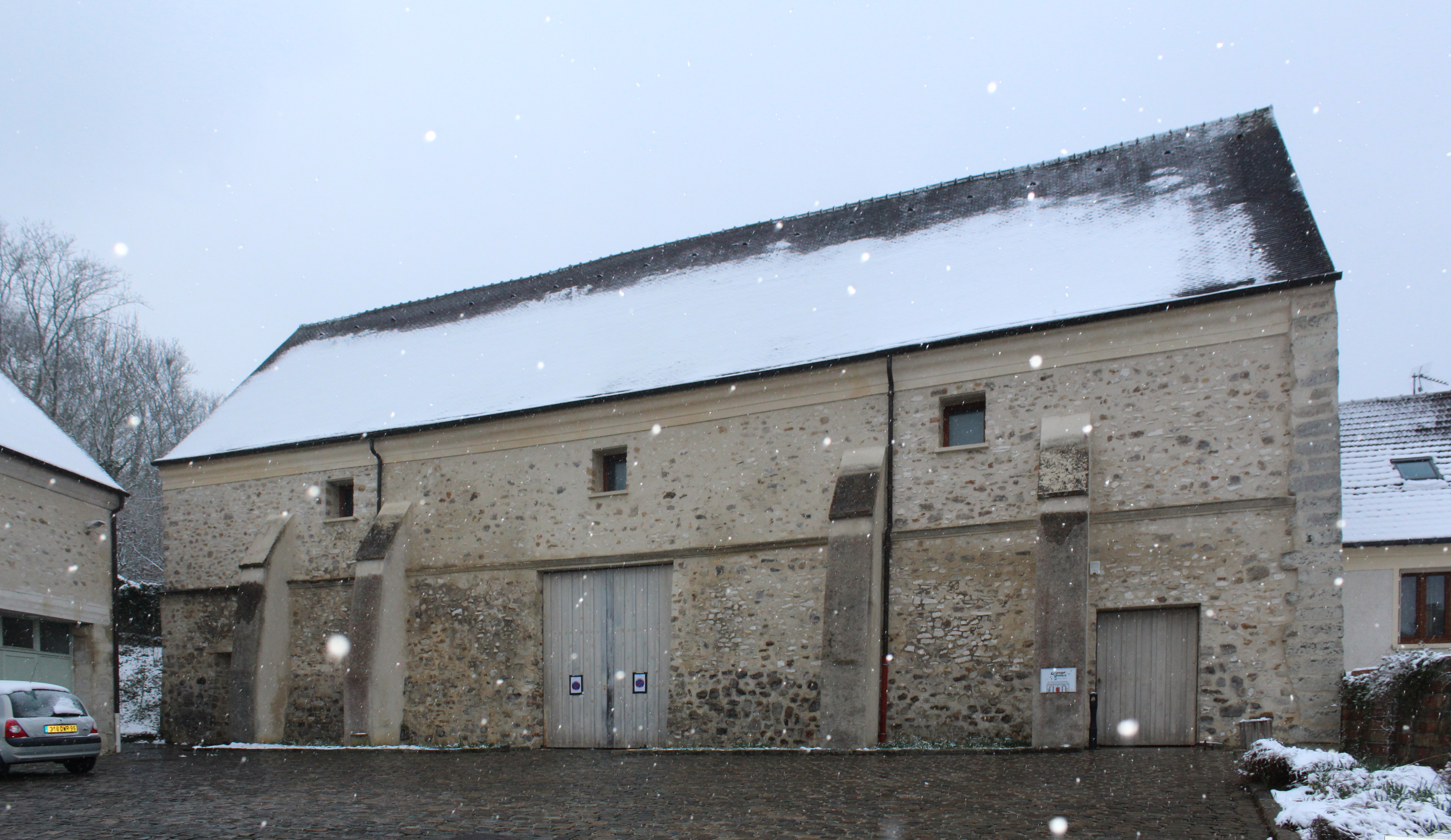
d'Écouen.
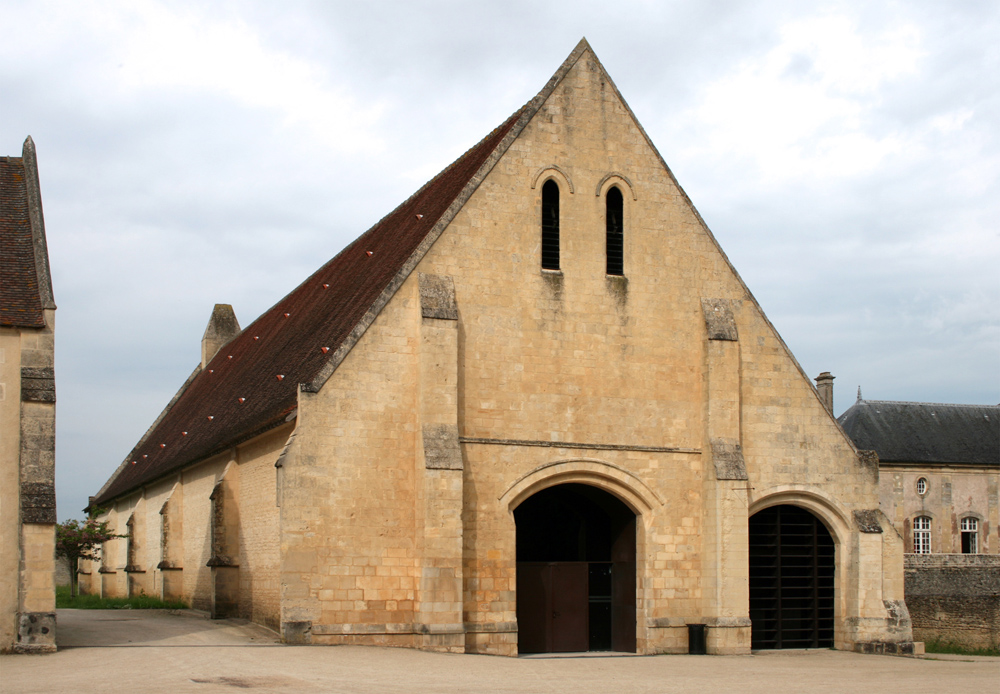
de l'abbaye d'Ardenne.
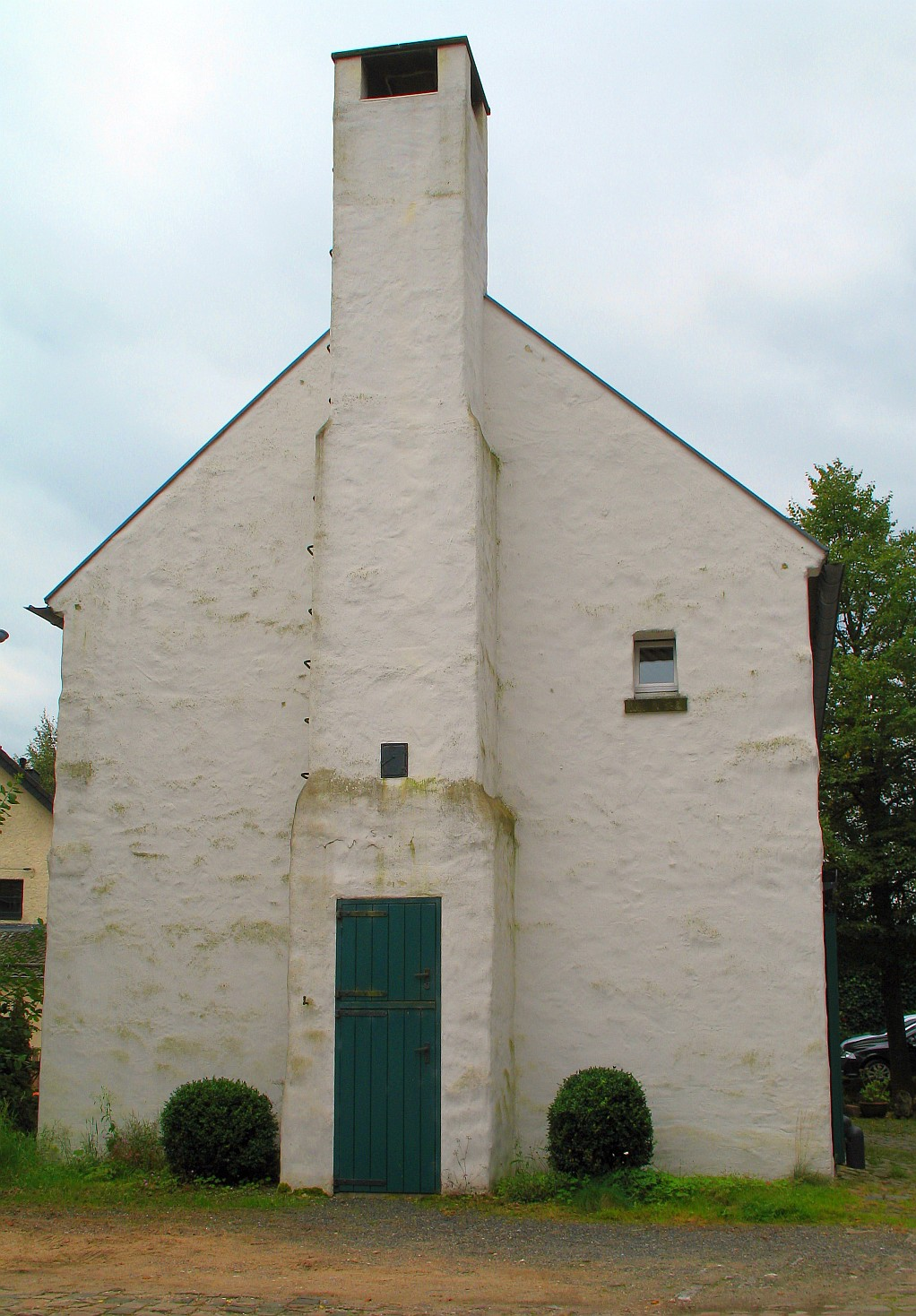
de Dahlem (Rhénanie-du-Nord-Westphalie) Kronenburg.

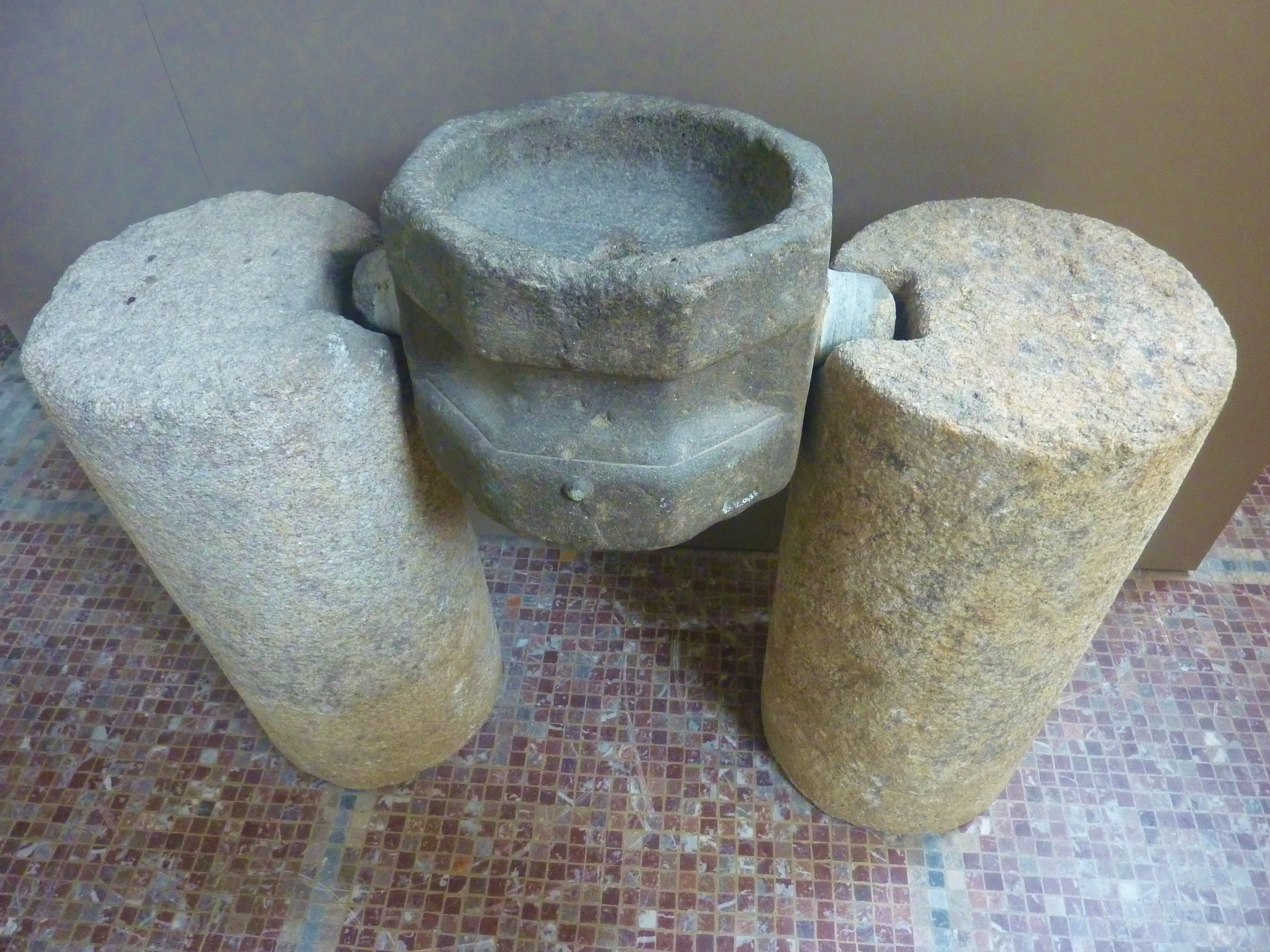
Mesure pivotante en pierre de kersantite servant au paiement de la dîme (XVe siècle, musée du Léon de Lesneven).
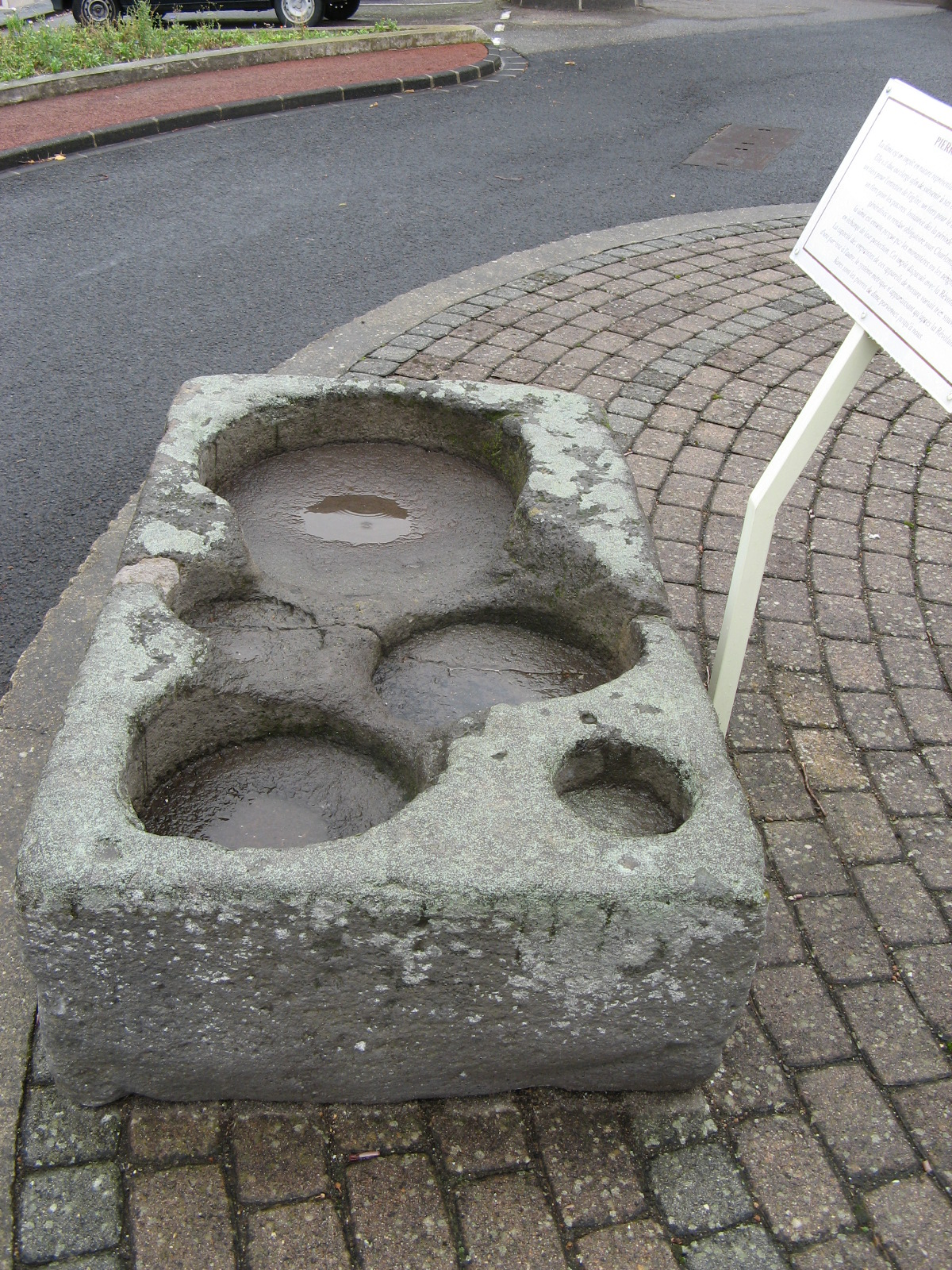
Pierre de la dîme à Châtel-Guyon[note 18].

#### Les résistances
La première résistance à payer la dîme est d'ordre religieux. Dès le IXe siècle, l'évêque Agobard de Lyon fustige ceux qui donnent leur dîme à ceux qu'ils considèrent comme leur défenseurs, les tempestarii, les sorciers au lieu de la verser à l'église. La question se repose avec le refus des cathares, des vaudois puis des réformés à payer leur part ou leur demande auprès des féodaux qui les protègent d'en être dispensés. Le versement de la dîme est le signe d'appartenance à la société chrétienne et de la domination ecclésiastique sur cette société occidentale à l'époque médiévale et moderne,.
Si le fondement de la dîme n'est pas remis en cause par les décimables de son institution à la fin du XVIIIe siècle, de nombreuses contestations sur son assise en particulier s'il s'agit de dîme novale ou insolite ou sur la quotité entrainent des arbitrages devant les juridictions ecclésiastiques ou laïques. Les contestations et révoltes sont provoquées par la simonie, vente ou attribution du bénéfice des dîmes par les évêques aux laïcs dès le XIe siècle et par la répartition de son bénéfice, les parts destinées au lieu de culte, à ses desservant et aux pauvres, aumône, hospitalité, redistribution en cas de disette, allant en s'amenuisant. La pataria dans le Milanais au XIe, les rustauds au XVIe siècle, les syndicats villageois du XVIIIe dans le sud-ouest de la France et les doléances du bas clergé au XVIIIe en sont les témoins. Plutôt que d'en demander la disparition, les décimables qui la payent volontairement sans que la hiérarchie ecclésiastique n'ait à user de contrainte, en réclament une meilleure utilisation dans une logique de redistribution et d'assistance, la dîme formant un ferment d'identité collective paysanne.
La suppression de la dîme à la Révolution est l'occasion de débats entre Mirabeau et Sieyès. Ce dernier argumente que le prélèvement de la dîme a précédé dans l'histoire la possession de la terre et que sa suppression est un cadeau aux grands propriétaires fonciers qui n'ont jamais possédé ce revenu. La suppression de la dîme ne fait pas partie des doléances portées par le Tiers état, sa disparition nécessite le salariat du clergé et le financement de la solidarité et de l'hospitalité des hôpitaux,.

## Collecte gouvernementale
Dans certains pays, les églises demandent à leurs fidèles, voire à l'ensemble de la population, de payer un impôt religieux par le biais de collecte religieuse gouvernementale, part de l'impôt sur le revenu,.

## Controverses
La dîme obligatoire est parfois associée à la théologie de la prospérité sous l'influence des télévangélistes pentecôtistes et charismatiques ,. La foi chrétienne est considérée comme un moyen de s’enrichir financièrement et matériellement, par une « confession positive » et une contribution aux ministères chrétiens. Cette doctrine a été comparée à un business religieux,,. Les pasteurs qui adhérent à la théologie de la prospérité sont critiqués pour leur style de vie luxueux,,,.
Depuis les années 1970, divers scandales de détournements de fonds se sont produits. Le Conseil évangélique pour la responsabilité financière, fondé en 1979, est chargé de vérifier l’intégrité des Églises évangéliques qui le souhaitent.
En 2015, l’ouvrage Sunday Morning Stickup accuse des Églises évangéliques d’utiliser des stratégies de culpabilité pour ramasser les offrandes et la dîme des fidèles , notamment en déformant certains passages de la Bible.
De 2019 à 2022, divers pasteurs américains se sont excusés pour leurs enseignements sur la théologie de la prospérité en rappelant que les menaces pour non-paiement de la dîme dans Malachie ne concernaient pas les chrétiens, puisque citant l’Épître aux Galates, Jésus-Christ a porté la malédiction sur lui,.
Des églises évangéliques qui font de la dîme une pratique obligatoire et surveillée ont été poursuivies en justice en raison de moyens de pressions psychologiques utilisés ,,.